# Enrique Fukman
Enrique Mario Fukman, Cachito (1957-13 de julio de 2016), fue un docente, sindicalista, militante y activista por los derechos humanos argentino.

## Biografía
En 1978 comenzó sus estudios de ingeniería electrónica, al tiempo que trabajaba en un taller de electricidad con su padre y en una cooperativa de electromedicina, en la Universidad de Buenos Aires, donde se incorporó a la JP/Montoneros. El 18 de noviembre de 1978 fue secuestrado por un grupo de tareas de la dictadura cívico-militar iniciada en 1976 y llevado a la Escuela de Mecánica de la Armada (ESMA), donde fue torturado.
Durante la visita de la Comisión Interamericana de Derechos Humanos de la Organización de Estados Americanos (CIDH – OEA), que se realizó entre el 6 y el 20 de septiembre de 1979, fue llevado al centro clandestino de detención que funcionaba en la isla El Silencio, ubicada en el delta y comprada por la Marina a la Iglesia católica.
De vuelta en la ESMA fue enviado a "la pecera", lugar de trabajos forzados donde Fukman estaba a cargo del archivo. Permaneció en calidad de detenido-desaparecido hasta el 18 de febrero de 1980, cuando fue liberado por ser considerado "recuperado" (término utilizado por los militares para denominar a aquellos secuestrados que habían sido reformados según sus términos).
Una vez libre, retornó a sus estudios y volvió a la militancia, encabezando el proceso de normalización del Centro de Estudiantes de Ingeniería que se produjo un año antes que en el resto de las facultades. En una charla con estudiantes de la facultad conoce a Adriana Calvo, con quien junto a Carlos Lordkipanidse (que había sido compañero de cautiverio) formó la Asociación de Ex Detenidos Desaparecidos.
Luego fue testigo durante el Juicio a las Juntas en 1985 y en 1997 atestiguó frente al juez español Baltasar Garzón en el caso contra el represor Ricardo Cavellaro, radicado en España.
También se dedicó a la docencia en escuelas secundarias, en tal carácter fue activista gremial en la Unión de Trabajadores de la Educación, seccional porteña de la Confederación de Trabajadores de la Educación. Participó activamente de la larga protesta docente conocida como Carpa Blanca.